# 于成炘
于成炘（英文：Brian Yu，1994年10月31日—），台灣新生代男演員。

## 簡歷
出生於新北市，畢業於國立臺北大學休閒與運動管理學系，2018年因參加華流之星第二屆演員徵選，進而簽約成為怡佳娛樂旗下藝人，演出華劇《月村歡迎你》
《跟鯊魚接吻》等作品。
2022年參與《全明星運動會》第四季，為紅隊Red4Win成員。賽程中獲得三次MVP，亦是當季最有價值運動員。曾於節目中籃球三對三項目，單場獨得24分。
擅長各項運動，籃球更是專項，在大學時期擔任籃球校隊隊長，曾出賽HBL、UBA等籃球聯賽。

## 影視作品

### 實境旅行節目
| 年份   | 節目名稱          | 備註                                                                               |
| 2022年 | 《全明星運動會4》 | 紅隊 Red 4 Win隊員 和張家陞、夏浦洋合稱紅隊三巨頭， 粉絲取諧音稱三人為「炘浦陞」。 |
| 2022年 | 《週末脫單社》    |                                                                                    |

### 戲劇節目
| 年 度 | 播 出 頻 道           | 劇 名                | 角 色          | 導演   |
| 2019  | 三立都會台/臺灣電視台 | 月村歡迎你           | 阿冏           | 郭春暉 |
| 2020  | 三立都會台/臺灣電視台 | 跟鯊魚接吻           | 「金仕曼」員工 | 郭春暉 |
| 2023  | 公共電視              | 你的婚姻不是你的婚姻 | 猛男           | 何潤東 |

### 舞台劇
| 年 度 | 劇 名                      | 角 色 | 導演   |
| 2020  | 李國修紀念作品《莎姆雷特》 | 炘炘  | 黃毓棠 |

## 外部連結
- 于成炘的Facebook專頁
- 于成炘的Instagram帳戶